# Valló Vilmos
Valló Vilmos (Körmöcbánya (Bars megye), 1851. – Kassa, 1922. június 27.) állami főreáliskolai tanár.

## Élete
1877-ben tett tanári vizsgát a mennyiségtanból és természettanból; tanár volt a székelyudvarhelyi főreáliskolában; később a francia és német nyelvet tanította a kassai állami főreáliskolában.

## Munkái
- Népiskolai olvasmányok a gazdasági chemia köréből. Francziából átdolgozta. Bpest, 1882.
- Habsburgi Rudolf. Élet- és jellemrajz. 8 képpel Széchy Gyulától. Uo. év n.
- Módszeres franczia nyelv- és olvasókönyv kezdők számára, a direkt tanításmódhoz alkalmazva. Uo. 1893.
- Ugyanaz. II. és befejező rész. Haladók számára a reáliskolák IV. és V. oszt. valamint a polg. és keresk. iskolák megfelelő osztályai számára. A direkt tanításmódhoz alkalmazva. Uo. 1896. és 1898.
- Módszeres német nyelv- és olvasókönyv. I. rész. Kezdők számára. Uo. 1900.
- Ugyanaz. II. rész. Haladók számára. Uo. 1906.
- Módszeres franczia nyelv elemei felsőbb leányiskolák II. oszt. számára. Uo. 1902. (2. kiadás).
- Módszeres franczia nyelv és olvasókönyv. I. része a reáliskolák III. oszt. szám. 4. átdolg. és jav. kiad. Uo. 1909. (Macher Edével). III. rész. A reáliskolák IV. oszt. számára. 2. teljesen átdolg. képes kiadás. Uo. 1898. 3. telj. átdolg. k. Uo. 1904.